# نخر شعيري
نخر شعيري (الاسم العلمي:Tilletia hordei) هو نوع من الفطريات يتبع جنس النخر من الفصيلة النخرية.